# Pleotrichiella australiensis
Pleotrichiella australiensis är en svampart som beskrevs av Sivan. 1984. Pleotrichiella australiensis ingår i släktet Pleotrichiella, klassen Dothideomycetes, divisionen sporsäcksvampar och riket svampar.   Inga underarter finns listade i Catalogue of Life.